# جوتو دي بوندوني
جوتـّو دي بوندوني (بالإيطالية: Giotto di Bondone) المعروف باختصار جوتـّو (مواليد فيكيو بمقاطعة فلورنسا سنة 1266 - وتوفي في فلورنسا سنة 1337). رسام ومهندس معماري إيطالي. يعتبر عموما من كبار الفنانين الذين ساهموا في النهضة الإيطالية.
يُقال أن الرسام الإيطالي تشيمابو شاهد جوتو دي بوندوني، وهو بعد فتى في العاشرة من عمره، يرسم الحيوانات على الحجارة في الحقول. فحمله إلى فلورنسا ليعلّمه الفن، وخصوصاً أفكاره الجديدة حول التصوير بطريقة طبيعية بدلاً من الأسلوب الرصين والميكانيكي. وسرعان ما أكتسب جوتو دي بوندوني الحماسة نفسها التي كان يتحلّى بها معلّمه، ونقل أفكار تشيمابو بتمثيله الطبيعة عن كثب، وباستخدامه الألوان الأكثر خفة. وخلال السنوات السبعين التي عاشها انتج جوتو دي بوندوني أعمالاً كثيرة، وخلّف تأثيراً كبيراً في فناني الأجيال القليلة التي جاءت من بعده، وكانوا يرسمون أعمالاً رائعة للفترة التي عُرفت بعصر النهضة.

## السنوات الأولى
ولد جوتو حوالي عام 1266 بالقرب من فلورنسا وحتى سن العاشرة كان يرعى الأغنام وفي تجواله معها من مكان لآخر، كان يرسم أي شيء يراه أو يأتي إلى خياله، فوق الصخور أو على الأرض أو بين الرمال، مدفوعاً بغريزته الفطرية.

## فن النهضة الإيطالي
لم يولد فن النهضة الإيطالي إلا عندما بدأ «تشيمابو» الفلورنسى يرسم في القرن الثالث عشر وكان يلقب بشيخ الرسامين ولا يعرف عنه إلا القليل وكان يعمل في الفسيفساء كغيره من مهرة الصناع ولكنه عندما كان يرسم كان يعطي الاشخاص المرسومة طبيعة يسعد بها كل من يراها. كان تشيمابو مشهورا في ايامه ولكن سرعان ما احتل مكانه رسام أعظم من تلامذته يدعى «جوتو». ويحكى ان تشيمابو أخذه ورباه معه عندما رآه يرسم على صخره خارج فلورنسا في المشغل ولم يكن يروق لجوتو أن يقلد الصور البيزنطية الجامدة فكان يرسم من الحياة كلما امكنه ذلك وبدلا من الاشكال الممهدة رسم اشخاصا حقيقيين وسرعان ما تفوق على أستاذه.

## أسس التصوير الحديث
كشف جوتـّو أسس التصوير الحديث لعصر النهضة وأكسب الأشخاص في تصويره حيوية ومظهرا فوق ما أصفاه من خيال على مختلف المناظر التي رسمها. وما رسمه من لوحات الفرسك ذات الطابع الديني يؤكد نبوغه وقدراته على إظهار تفصيل الأشياء والأبعاد والظلال والأضواء فوق ما يشع منها من أحاسيس عاطفية تحملها تعبيرات الوجوه والأيدي وحركات الأشخاص ومن أمثلة ذلك اللوحة التفصيلية – مقابلة عند البوابة الذهبية – في بادوفا وكذلك في لوحة – البكاء على القديس فرانسيس - وحينما يعالج جوتو رسم الجماعات نلاحظ تزاحما كما يبدو روح الحادث من خلال روح الجمع كله فهناك مشاركة عامة أو وحدة مشاركة نتبينها على الوجوه وفي الأيدي وفي الملابس والعمارة وفي الخلفية وما يكون فيها من أشجار ونباتات.
وكذلك فإن من صفات أعمال جوتو تشابه الوجوه تشابها لا يحدد فردية بذاتها وإنما هو أسلوب واحد متقارب وطريقة بذاتها يتبعها الفنان في إنجاز ملامح الوجه وتفاصيله بما يحدد معالم شخصيته ويحقق التعبير الذي ينشده.

## مصلى سكروفيني
ما بين 1303 و1310 نفذ جوتو أكثر أعماله تأثيرا، مصلى سكروفيني (كابيلا ديلي سكروفيني) في بادوفا مصلى وبناء وتزيين هذا المصلى كان بتكليف من إنريكو ديجلي سكروفيني للتكفير عن خطايا والده، وشيد خارجيا بناء طوب وردي بجوار قصر قديم.

## شيخ الفن الإيطالي
ترك جوتو في فلورنسا وروما وبادوفا كثيرا من أعماله. وفي أحد الأيام زاره صديقه دانتى ليشاهده وهو يعيد خلق الدنيا بريشته كما صورها دانتى في أشعاره. ومنحته فرنسا لقب شرف (السيد المعلم العظيم) وكنب عنه كل من بترارك ودانتي في أشعارهما ووافته المنية في عام 1337 وهو يستحق لقب شيخ الفن الإيطالي.
يقول داونز: يقف دانتي كما وقف صديقه ومعاصره المصور الرسام جوتـّو على رأس حقبة جديدة في تطور الفكر البشري، ولما كان كلاهما فناناً عظيماً فإنهما عبرا أصدق تعبير عن ذلك الشيء الجديد الذي ربما كان يجيش في صدور الكثير من معاصريهم، ولكنهم لم يستطيعوا الإفصاح عنه كما أفصحا.

## اقرأ أيضاً
- سينينو سينيني

## روابط خارجية
- جوتو دي بوندوني على موقع الموسوعة البريطانية (الإنجليزية)
- جوتو دي بوندوني على موقع ميوزك برينز (الإنجليزية)
- جوتو دي بوندوني على موقع إن إن دي بي (الإنجليزية)
- جوتو دي بوندوني على موقع ديسكوغز (الإنجليزية)